# Hamilton Canucks
Die Hamilton Canucks waren ein kanadisches Eishockeyfranchise der American Hockey League aus Hamilton, Ontario. Die Spielstätte der Canucks war das Copps Coliseum.

## Geschichte
Die Hamilton Canucks wurden 1992 als American-Hockey-League-Farmteam der Vancouver Canucks gegründet. In der ersten Spielzeit des Franchise reichte es nicht zur Teilnahme an den Playoffs und mit 64 Punkten nach der regulären Saison wurde das neugegründete Team 6. in seiner Division. In der zweiten und letzten Saison, die die Hamilton Canucks in der AHL bestritten, erreichten sie als Zweiter ihrer Division die Playoffs, in denen sie allerdings bereits in der ersten Runde in einer Best-of-Seven-Serie mit 0:4 den Cornwall Aces unterlagen.
Im Sommer 1994 wurde das Franchise nach Syracuse, New York, umgesiedelt, wo es seitdem unter dem Namen Syracuse Crunch in der AHL aktiv ist. Mit den Hamilton Bulldogs wurde 1996 ein neues AHL-Franchise in der Stadt etabliert.

## Saisonstatistik
Abkürzungen: GP = Spiele, W = Siege, L = Niederlagen, T = Unentschieden, OTL = Niederlagen nach Overtime SOL = Niederlagen nach Shootout, Pts = Punkte, GF = Erzielte Tore, GA = Gegentore, PIM = Strafminuten
| Saison  | GP  | W  | L  | T  | OTL | SOL | Pts | GF  | GA  | Platz     | Playoffs                                                                            |
| 1992/93 | 80  | 29 | 45 | 6  | —   | —   | 64  | 284 | 327 | 6., South | nicht qualifiziert                                                                  |
| 1993/94 | 80  | 36 | 37 | 7  | —   | —   | 79  | 302 | 305 | 2., South | 1. Runde: Niederlage, 0:4 gg. Cornwall Aces                                         |
| Gesamt  | 160 | 65 | 82 | 13 | —   | —   | 143 | 586 | 632 |           | 1 Playoff-Teilnahme 1 Serie: 0 Siege, 1 Niederlage 4 Spiele: 0 Siege, 4 Niederlagen |

## Team-Rekorde

### Karriererekorde
Spiele: 158  Phil Von Stefenelli
Tore: 69  Stéphane Morin
Assists: 125  Stéphane Morin
Punkte: 194  Stéphane Morin
Strafminuten: 356  John Badduke

## Bekannte ehemalige Spieler
- Shawn Antoski
- Rick Vaive
- Stéphane Morin
- Alek Stojanov
- Bob Mason